# Troszczykowo
Troszczykowo [trɔʂt͡ʂɨˈkɔvɔ] (deutsch Troscziksberg, 1936 bis 1938 Troszigsberg, 1938 bis 1945 Trotzigsberg) ist ein kleiner Ort in der polnischen Woiwodschaft Ermland-Masuren und gehört zur Gmina Mrągowo (Landgemeinde Sensburg) im Powiat Mrągowski (Kreis Sensburg).
Troszczykowo liegt in der südlichen Mitte der Woiwodschaft Ermland-Masuren, drei Kilometer südöstlich der Kreisstadt Mrągowo (deutsch Sensburg). Der Ort ist über einen Landweg von der Stadt Mrągowo aus direkt zu erreichen. Eine Bahnanbindung besteht nicht mehr, seit die Stadt – mit dem Troszczykowo nächstgelegenen Bahnhof – vom Schienenverkehr abgekoppelt ist.
Der kleine nach 1818 Trosciksberg genannte Ort wurde als ein großer Hof um 1817 gegründet und war ein Wohnplatz innerhalb der Stadtgemeinde Sensburg. Bis 1945 war der ab 12. Februar 1936 Troszigsberg und ab 1938 Trotzigsberg genannte Ort in den Kreis Sensburg im Regierungsbezirk Gumbinnen (ab 1905: Regierungsbezirk Allenstein) in der preußischen Provinz Ostpreußen eingegliedert.
Seit 1945 gehört der Ort zu Polen und trägt die polnische Namensform Troszczykowo. Er ist jetzt eine Ortschaft im Verbund der Gmina Mrągowo im Powiat Mrągowski, bis 1998 der Woiwodschaft Olsztyn (Allenstein), seither der Woiwodschaft Ermland-Masuren zugehörig.
Kirchlich war Trosziksberg bis 1945 in das Kirchspiel-Stadt der evangelischen Pfarrkirche Sensburg in der Kirchenprovinz Ostpreußen der Kirche der Altpreußischen Union bzw. in die katholische Pfarrkirche St. Adalbert in Sensburg im Bistum Ermland eingepfarrt. Der Bezug zu diesen beiden Kirchen besteht auch heute noch.